# Вулиця Павла Чубинського (Львів)
Вулиця Павла Чубинського — вулиця у Шевченківському районі міста Львова, у місцевості Клепарів. Пролягає від вулиці Дивізійної на схід, до залізниці, завершується глухим кутом (на деяких мапах вулиця пролягає до вулиці Холмської, що не відповідає інформації на адресних табличках). Нумерація будинків іде у зворотному порядку, від залізниці до вулиці Дивізійної.

## Історія
Вулиця виникла на початку XX століття, у 1956 році отримала офіційну назву Шмідта, на честь російського революціонера Петра Шмідта. Сучасну назву вулиця має з 1992 року, на честь поета і громадського діяча Павла Чубинського, автора тексту державного гімну України.
Забудову вулиці складають малоповерхові будинки 1930-х років у стилі конструктивізму та сучасні приватні садиби.